# James Moore (Komponist)
James E. Moore (* 1951 in Virginia; † 14. August 2022) war ein US-amerikanischer Komponist, Sänger und Musikpädagoge.
Moore war 1977 bis 1982 Professor für Musik und Liturgie am Athenaeum in Ohio, 1984 bis 1987 war er musikalischer Leiter des Chores der Alten Burse (Wien).
Seit 1984 lebte Moore in Wien, wo er Privatunterricht in Gesang und Dirigieren gab.

## Bekannte Kompositionen
- „Taste and See“, 1983
- „Touch Somebody’s Life“, 1983
- „I will be with you“, 1983
- „An Irish Blessing“ („May the road rise to meet you“), 1987
- „Do You Know Me?“, 1987, für Gustav Schörghofer
- „Let us go to the house of Lord“, 1992
- „Sing to the glory of God“, 2001
- „Come to the feast“, 2002
- „Be still“, 2002
- „Litany of thanksgiving“, 2002
- „Spirit of God“, 2002
- „I am special“, 2002
- „Love endures“, 2002
- „Welcome in“, 2002
- „Alive!“, 2002
- „Praise ye the Lord“, 2002

| Personendaten    | Personendaten                                         |
| ---------------- | ----------------------------------------------------- |
| NAME             | Moore, James                                          |
| ALTERNATIVNAMEN  | Moore, James E.                                       |
| KURZBESCHREIBUNG | US-amerikanischer Komponist, Sänger und Musikpädagoge |
| GEBURTSDATUM     | 1951                                                  |
| GEBURTSORT       | Virginia, USA                                         |
| STERBEDATUM      | 14. August 2022                                       |